# 토머스 새도스키
토머스 새도스키(영어: Thomas Sadoski, 1976년 7월 1일 ~ )는 미국의 배우이다.

## 출연 작품
- 존 윅: 리로드
- 내가 죽기 전에 가장 듣고 싶은 말